# جغتای (خاچماز)
جغتای (به ترکی آذربایجانی: Ciğatay) یک منطقه مسکونی در جمهوری آذربایجان است که در شهرستان خاچماز واقع شده است. جغتای ۶۵۶ نفر جمعیت دارد.